# Adam Groza
Adam Groza (n. 24 decembrie 1859, Totia, Hunedoara – d. 10 aprilie 1932, Băcia) a fost un deputat în Marea Adunare Națională de la Alba Iulia, organismul legislativ reprezentativ al „tuturor românilor din Transilvania, Banat și Țara Ungurească”, cel care a adoptat hotărârea privind Unirea Transilvaniei cu România, la 1 decembrie 1918.

## Date biografice
A urmat studiile la Academia Teologică din Sibiu. A fost preot în Băcia în perioada 1885-1891.

## Activitate Politică
În perioada 1895-1928 a fost membru al P.N.R. A participat la adunările politice organizate împotriva legii Apponyi. După 1918 a fost secretat al circumscripției din Lugoj și președinte al Organizației Județene Severin a P.N.Ț. . A fost delegat  la Marea Adunare Națională de la Alba-Iulia din 1 decembrie 1918 ca reprezentant Cercului Lugoj din județul Caraș-Severin.